# Myllenyxis pyramida
Myllenyxis pyramida là một loài tò vò trong họ Ichneumonidae.